# Wulf Brunner
Wilhelm Wulf Peter Brunner (* 20. März 1962 in Nürnberg) ist ein ehemaliger deutscher Leichtathlet, dessen Hauptdisziplin der Diskuswurf war.

## Leben
Brunner wuchs bei München auf und begann seine sportliche Laufbahn zwischen 1976 und 1978 beim DJK Sportbund München. Dort entwickelte er früh seine Leidenschaft für die Wurfdisziplinen Kugelstoßen, Diskuswurf und Speerwurf. 1978 entschied er sich für das Sportinternat Bad Sooden-Allendorf, wo er bis 1981 trainierte und intensiv gefördert wurde. Während dieser Zeit gewann er dreimal den Titel beim bundesweiten Wettbewerb „Jugend trainiert für Olympia“ und errang bei den Deutschen Jugendmeisterschaften 1980 und 1981 jeweils den zweiten Platz im Diskus- und Kugelstoßen.
Ab 1981 startete Brunner für den TV Gelnhausen, wo er gemeinsam mit seiner Mannschaft zahlreiche nationale Titel und Erfolge feierte, darunter regelmäßige Teilnahmen an der Leichtathletik-Bundesliga und Deutschen Meisterschaften. 1986, 1988 und 1989 belegte er bei Deutschen Meisterschaften jeweils den vierten Platz. Sein besonderes Talent zeigte sich beim Gewinn der Silbermedaille bei den Militärweltmeisterschaften. Während dieser Zeit begann er ein VWL-Studium an der Johannes Gutenberg-Universität Mainz, das er jedoch zugunsten eines Medizinstudiums an der LMU München abbrach. Parallel dazu gründete Brunner 1989 mit seiner Frau Sabine ein Unternehmen für Fitnessgeräte.

## Internationale Erfolge
Der internationale Durchbruch gelang Brunner mit seiner Teilnahme an den Olympischen Sommerspielen 1988 in Seoul, wo er trotz einer kurz vor dem Wettkampf erlittenen Wadenverletzung den 22. Platz im Diskuswurf belegte. Seine persönliche Bestleistung stellte er bei den Hessischen Meisterschaften mit 66,42 Metern auf.